# Côm mụt
Côm mụt (danh pháp khoa học: Elaeocarpus grumosus) là một loài thực vật có hoa trong họ Côm. Loài này được Gagnep. mô tả khoa học đầu tiên năm 1943.